# Pritzwalk
Pritzwalk település Németországban, azon belül Brandenburgban. Lakosainak száma 11 736 fő (2023. december 31.).

## Népesség
A település népességének változása:
| Lakosok száma | 14 309 | 13 336 | 12 598 | 11 922 | 11 870 | 11 741 | 11 777 | 11 736 |
|               | 2000   | 2005   | 2010   | 2015   | 2020   | 2021   | 2022   | 2023   |